# Palazzo delle ex Scuole Arcimbolde
Il palazzo delle ex Scuole Arcimbolde, conosciuto anche come Collegio di Sant'Alessandro, è un palazzo storico di Milano, situato in piazza Sant'Alessandro, 1.

## Storia e descrizione
La costruzione del palazzo risale al 1663, quando fu edificato per dare una sede alle Scuole Arcimbolde, istituzione fondata dal prelato romano Giambattista Arcimboldi, affidata in seguito ai Barnabiti.
Il progetto fu a cura del barnabita Lorenzo Binago, già architetto della chiesa di Sant'Alessandro in Zebedia nella stessa piazza, a cui si deve anche la facciata dalle linee tardo-barocche, su cui risaltano medaglioni scolpiti, alcuni con l'immagine dei principali maestri del collegio, del suo fondatore e con simboli di alberi, libri chiusi e libri aperti, simboleggianti la sapienza, lo studio e la cultura; notevole è anche il portale ad architrave curvilineo.
Il collegio, che, tra gli altri, ospitò gli studi di Giuseppe Parini, Cesare Cantù e  Pietro Verri, venne tolto dagli austriaci all'autorità dei padri barnabiti nel 1810 e vi trasferirono il Ginnasio e Liceo imperiale austriaco, da cui poi, nel Risorgimento, nacque il liceo classico "Cesare Beccaria", tutt'oggi attivo nella città di Milano.
È ora la sede del Dipartimento di Lingue e letterature straniere dell'Università di Milano.

## Persone legate al Collegio
- Francesco Maria De Regi, docente di matematica nel Settecento